# Số năm sống được điều chỉnh theo mức độ bệnh tật

Số năm sống được điều chỉnh theo mức độ bệnh tật trong số 100.000 người bị chết mất do bất kỳ nguyên nhân nào trong năm 2004.
không có dữ liệu
ít hơn so với 9,250
9,250–16,000
16,000–22,750
22,750–29,500
29,500–36,250
36,250–43,000
43,000–49,750
49,750–56,500
56,500–63,250
63,250–70,000
70,000–80,000
more than 80,000

Số năm sống được điều chỉnh theo mức độ bệnh tật (DALY) là thước đo gánh nặng bệnh tật tổng thể, được biểu thị bằng số năm bị mất đi do sức khỏe kém, khuyết tật hoặc chết sớm. Chỉ số được phát triển vào những năm 1990 như một cách so sánh sức khỏe tổng thể với tuổi thọ kỳ vọng của các quốc gia khác nhau.
DALY ngày càng trở nên phổ biến trong lĩnh vực y tế công cộng và đánh giá tác động sức khỏe (HIA). Chỉ số "mở rộng các khái niệm về những năm sống tiềm năng bị mất đi do chết sớm... bao gồm những năm tương đương của cuộc sống 'khỏe mạnh' bị mất đi do tình trạng sức khỏe kém hoặc khuyết tật."  Khi đó tỷ lệ tử vong và tỷ lệ mắc bệnh được kết hợp lại thành một số liệu chung và duy nhất.